# Symplocos polyandra
Symplocos polyandra är en tvåhjärtbladig växtart som beskrevs av August Brand. Symplocos polyandra ingår i släktet Symplocos och familjen Symplocaceae. Inga underarter finns listade i Catalogue of Life.